# 749.º Batallón Antiaéreo Ligero
El 749° Batallón Antiaéreo Ligero (749. leichte-Flak-Abteilung (o)) fue una unidad de la Luftwaffe durante la Segunda Guerra Mundial. 

## Historia
Fue formado en julio de 1942 en Essen con:
- Grupo de Plana Mayor/749° Batallón Antiaéreo Ligero/Nuevo
- 1° Bat./749° Batallón Antiaéreo Ligero/Nuevo
- 2° Bat./749° Batallón Antiaéreo Ligero desde la 4° Bat./465° Batallón de Reserva Antiaérea
- 3° Bat./749° Batallón Antiaéreo Ligero desde la 5° Bat./465° Batallón de Reserva Antiaérea

La 4° Bat. y 5° Bat./749° Batallón Antiaéreo Ligero fueron formadas después en 1942 (4° Bat. desde la 4° Bat./514 y la 5° Bat. desde la 4° Bat./743° Batallón Antiaéreo Ligero); 6° Bat., 7° Bat., 8° Bat./749° Batallón Antiaéreo Ligero fueron formadas (nuevo) en 1943. Después en 1944 la 7° Escuadra/749° Batallón Antiaéreo Ligero fue reformada como la 6° Bat./419 y no fue remplazada; 2° Bat. y 8° Bat./749° Batallón Antiaéreo Ligero fueron disueltas y no reformadas.

## Servicios
- 1942–1945: en Colonia.
- 1 de noviembre de 1943: en Colonia bajo la 7° División Antiaérea (14° Regimiento Antiaéreo) (2° Escuadra, 4° Escuadra, 6° Escuadra/749° Batallón Ligero Antiaéreo).
- 1 de enero de 1944: en Colonia bajo la 7° División Antiaérea (14° Regimiento Antiaéreo).
- 1 de febrero de 1944: en Colonia bajo la 7° División Antiaérea (14° Regimiento Antiaéreo).
- 1 de marzo de 1944: en Colonia bajo la 7° División Antiaérea (14° Regimiento Antiaéreo).
- 1 de abril de 1944: en Colonia bajo la 7° División Antiaérea (14° Regimiento Antiaéreo).
- 1 de mayo de 1944: en Colonia bajo la 7° División Antiaérea (14° Regimiento Antiaéreo).
- 1 de junio de 1944: en Colonia bajo la 7° División Antiaérea (14° Regimiento Antiaéreo).
- 1 de julio de 1944: en Colonia bajo la 7° División Antiaérea (14° Regimiento Antiaéreo).
- 1 de agosto de 1944: en Colonia bajo la 7° División Antiaérea (14° Regimiento Antiaéreo) (1° Escuadra, 3° Escuadra, 4° Escuadra, 5° Escuadra, 6° Escuadra, 7° Escuadra, 8° Escuadra/749° Batallón Ligero Antiaéreo).
- 1 de septiembre de 1944: en Colonia bajo la 7° División Antiaérea (14° Regimiento Antiaéreo) (Grupo de Estado Mayor, 1° Escuadra, 3° Escuadra, 4° Escuadra, 5° Escuadra, 6° Escuadra, 7° Escuadra/749° Batallón Ligero Antiaéreo).
- 1 de octubre de 1944: en Colonia bajo la 7° División Antiaérea (14° Regimiento Antiaéreo) (Grupo de Estado Mayor, 1° Escuadra, 3° Escuadra, 4° Escuadra, 5° Escuadra, 6° Escuadra/749° Batallón Ligero Antiaéreo).
  - Bajo la III Cuerpo Antiaéreo (7° Escuadra/749° Batallón Ligero Antiaéreo).
- 1 de noviembre de 1944: en Colonia bajo la 7° División Antiaérea (14° Regimiento Antiaéreo) (Grupo de Estado Mayor, 1° Escuadra, 3° Escuadra, 4° Escuadra, 5° Escuadra, 6° Escuadra/749° Batallón Ligero Antiaéreo).
  - Bajo la 19° Brigada Antiaérea (1° Regimiento de Asalto Antiaéreo) (7° Escuadra/749° Batallón Ligero Antiaéreo).
- 1 de diciembre de 1944: en Colonia bajo la 7° División Antiaérea (14° Regimiento Antiaéreo) (Grupo de Estado Mayor, 3° Escuadra, 4° Escuadra, 5° Escuadra, 6° Escuadra/749° Batallón Ligero Antiaéreo).
  - Bajo la 19° Brigada Antiaérea (117° Regimiento Antiaéreo) (7° Escuadra/749° Batallón Ligero Antiaéreo bajo el Grupo de Estado Mayor/gem.514).